# Certificat de travesti

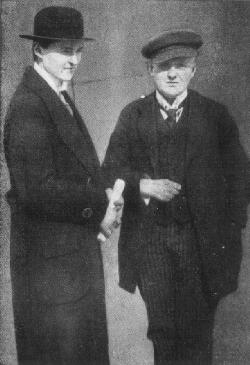
Herbert W. (à gauche) était un ami transgenre de Magnus Hirschfeld et a vécu pendant deux ans à Berlin sous son nom choisi. Cette photo est tirée des Intermédiaires sexuels de Hirschfeld (1922).

Un certificat de travesti ou laissez-passer de travesti (en allemand : Transvestitenschein) est un document émis par la police des gouvernements de l'Allemagne impériale et de la République de Weimar - avec le soutien du sexologue Magnus Hirschfeld - identifiant une personne comme un travesti. Travesti à ce moment fait référence à toutes les personnes dont l'identité de genre et l'habillement préféré ne concordaient pas à leur assignation sexuelle, et ainsi inclut les personnes travesties et transgenres.

## Historique
L'histoire de certificat illustre l'évolution des attitudes juridiques et sociales à l'égard de l'acte de travestissement, de l'identité de genre et des droits des transgenres dans l'Allemagne de Weimar.
Au début du XXe siècle en Allemagne, le travestissement n’était pas intrinsèquement illégal. Cependant, les personnes qui défiaient les normes sociales de genre en se travestissant risquaient de faire face à des conséquences juridiques, telles que l’arrestation et des accusations liées au trouble à l'ordre public. Magnus Hirschfeld a joué un rôle essentiel en aidant les individus vis-à-vis de ces situations difficiles en les aidant à obtenir des documents de police concernant leurs choix vestimentaires pour établir leur identité sexuelle « objective ». Hirschfeld était celui qui soumettait des rapports à la police comme preuve pour obtenir un laissez-passer de travesti pour ses patients. Les efforts de Hirschfeld ont contribué à la transformation de ce laissez-passer en un permis plus spécifique, reconnu pendant quelque temps sur la base de la légitimité de l'État, en particulier pendant la République de Weimar.
En 1908-1909, Hirschfeld et le psychanalyste Karl Abraham ont mis en œuvre le premier Transvestitenschein (certificat de travesti), comme une forme de protection pour les individus contre l'arrestation associée à l'acte de travestissement par les autorités policières locales, ainsi que pour leur donner la possibilité de voyager sans entrave. Le premier certificat de travesti connu a été délivré à une personne pratiquant le travestissement femme-homme, que l'on connaît sous le nom de Katharina T. Son changement de nom s'était vu refusé pour des raisons légales, mais de l'aide lui a été accordée pour obtenir le laissez-passer lui-même.
Entre 1908 et 1933, peut-être des dizaines de ces laissez-passer ont été accordés par la police allemande. il a principalement été donné aux travestis de la classe moyenne, hétérosexuels, homme vers femme pour éviter les associations avec la culture gay et lesbienne pendant la République de Weimar. Le certificat indiquait que la personne en question était autorisée à porter des vêtements correspondant à son identité de genre. 

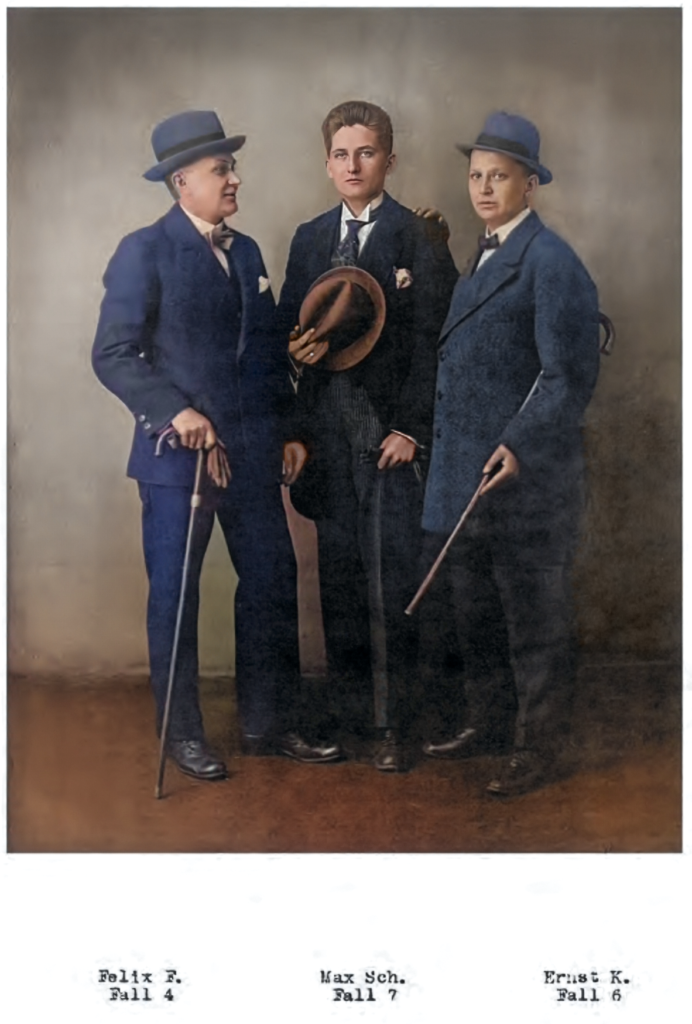
Photographie des 4e, 7e et 6e patients de Magnus Hirschfeld, 1910.

Bien que les laissez-passer aient été plus largement distribués dans les années 1920, les changements de nom ont continué à poser problème. Ce n'est qu'en 1919 et 1920 que les changements de nom complet sur les laissez-passer sont devenus possibles, mais il existait encore des restrictions qui limitaient le libre accès à ces changements.
Les notions de travestissement étaient suffisamment nouvelles au début du XXe siècle pour que le cas d’une titulaire d’un certificat puisse la une des journaux internationaux. Celui de la comtesse Geraldine von Zobeltitz, une noble trans de Berlin, a été rapporté dans le numéro du 11 août 1912 du Asheville Citizen-Times.

## Période post-Weimar
Lorsque les nazis arrivèrent au pouvoir en 1933, la police allemande cessa de reconnaître et de délivrer des certificats. La police révoqua les certificats des personnes qui en possédaient déjà et, dans certains cas, les utilisa pour identifier les personnes à envoyer dans des camps de concentration. Liddy Bacroff, qui a reçu un certificat en 1928, en est un exemple. Après 1933, elle eut plusieurs démêlés avec la police locale jusqu'à être envoyée au camp de concentration de Mauthausen, où elle mourut en 1943. Un autre exemple est celui de Gerd Kuppe, dont le certificat a été révoqué en 1933 et qui, en 1938, a été envoyé dans un camp de concentration ; il a cependant été libéré quelques mois plus tard. En septembre 1939, Alex. S. a demandé au gouvernement de modifier son registre de naissance de femme à homme. Cela a été refusé et Alex s'est retrouvé sur une liste de surveillance nazie. Cela lui a valu de perdre son certificat de travesti.
Après la guerre, le certificat est tombé dans l'oubli, mais il a été utilisé jusqu'à la fin des années 1950 dans des villes comme Berlin-Ouest et Berlin-Est. Ces certificats étaient délivrés par la police et, comme dans l'Allemagne pré-nazie, ils comportaient une photo de la personne portant les vêtements du sexe choisi. Cependant, ces certificats ont cessé d’être délivrés dans les années 1960

## Avancée sociale
Sa mise en œuvre a ouvert la voie à de nouvelles avancées en matière de droits des personnes transgenres, comme la possibilité de changer légalement de nom. Il s’agissait de l’une des premières formes de reconnaissance trans par l’État. Parallèlement au certificat de travesti, l'institut de Hirschfeld, l'Institut für Sexualwissenschaft (institut de sexologie), offrait d'autres services aux personnes transgenres, tels que des services de santé sexuelle, y compris la transition médicale.

## Vie personnelle des personnes le détenant

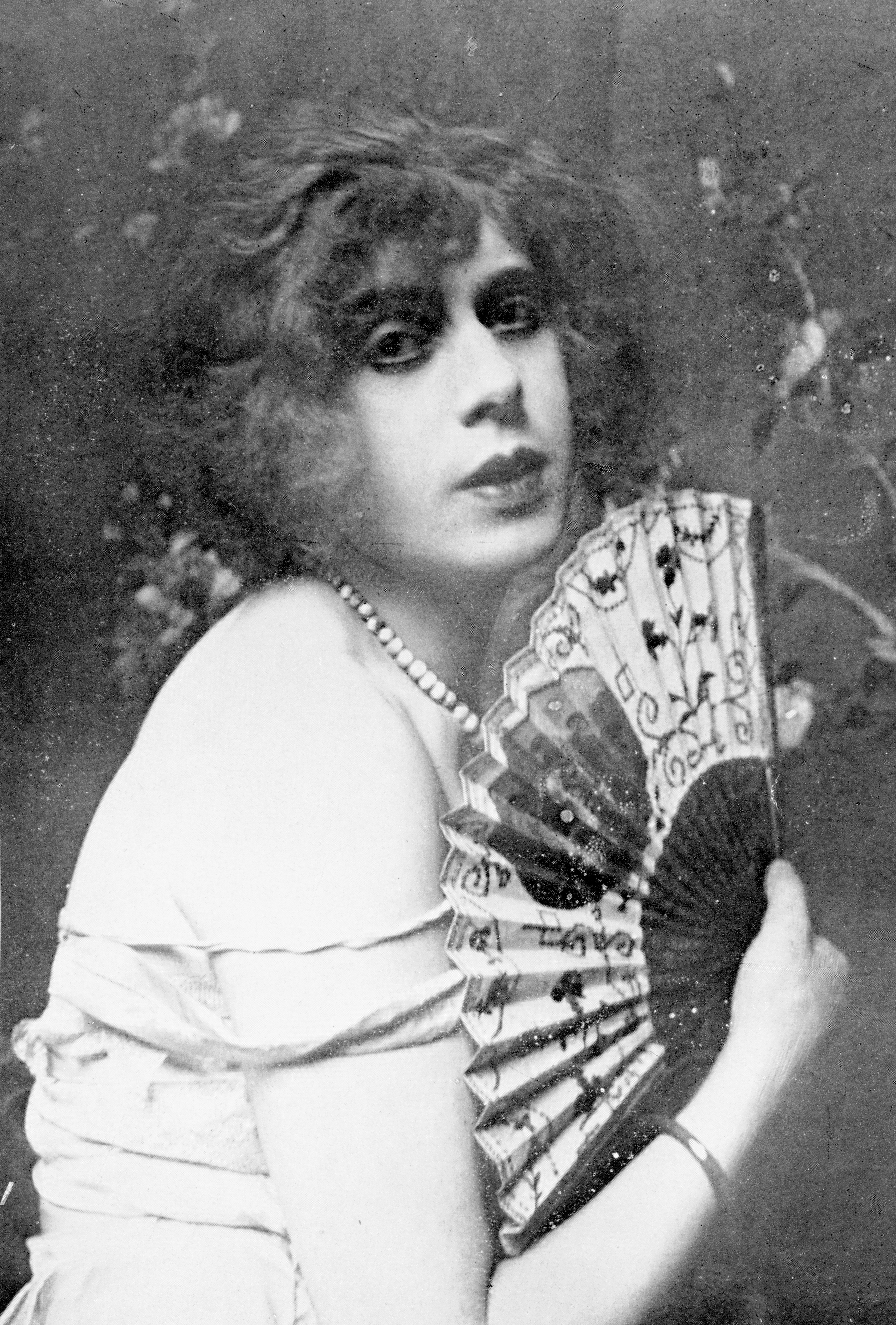
Lili Elbe en 1926.

On ne sait pas combien de personnes ont utilisé le certificat de travesti. Parmi les cas documentés, la plupart ont été attribués à des femmes transgenres blanches de la classe moyenne. Les médias ont seulement décrit une expérience transgenre bourgeoise plutôt que la multitude de communautés transgenres de l'époque dans l'Allemagne de Weimar. Cela a influencé le mode de vie de beaucoup, car les patientes transgenres étaient invitées à suivre des valeurs plus bourgeoises, comme ne pas s'habiller de manière trop extravagante ou féminine, et ne pas interagir avec ceux qui étaient en dehors des normes hétérosexuelles, afin de se conformer aux réglementations nécessaires pour obtenir le certificat de travesti. On attendait d'elles qu'elles suivent ces directives, car la police avait pour instruction d'arrêter les individus uniquement s'ils pensaient qu'ils commettaient des « méfaits graves » ou de la prostitution. De nombreuses personnes possédant des certificats de travesti ont dû se distancer de la communauté LGBTQ+ allemande en raison des préjugés de la part d'autres membres de la communauté transgenre ainsi que de l'homophobie de l'époque.

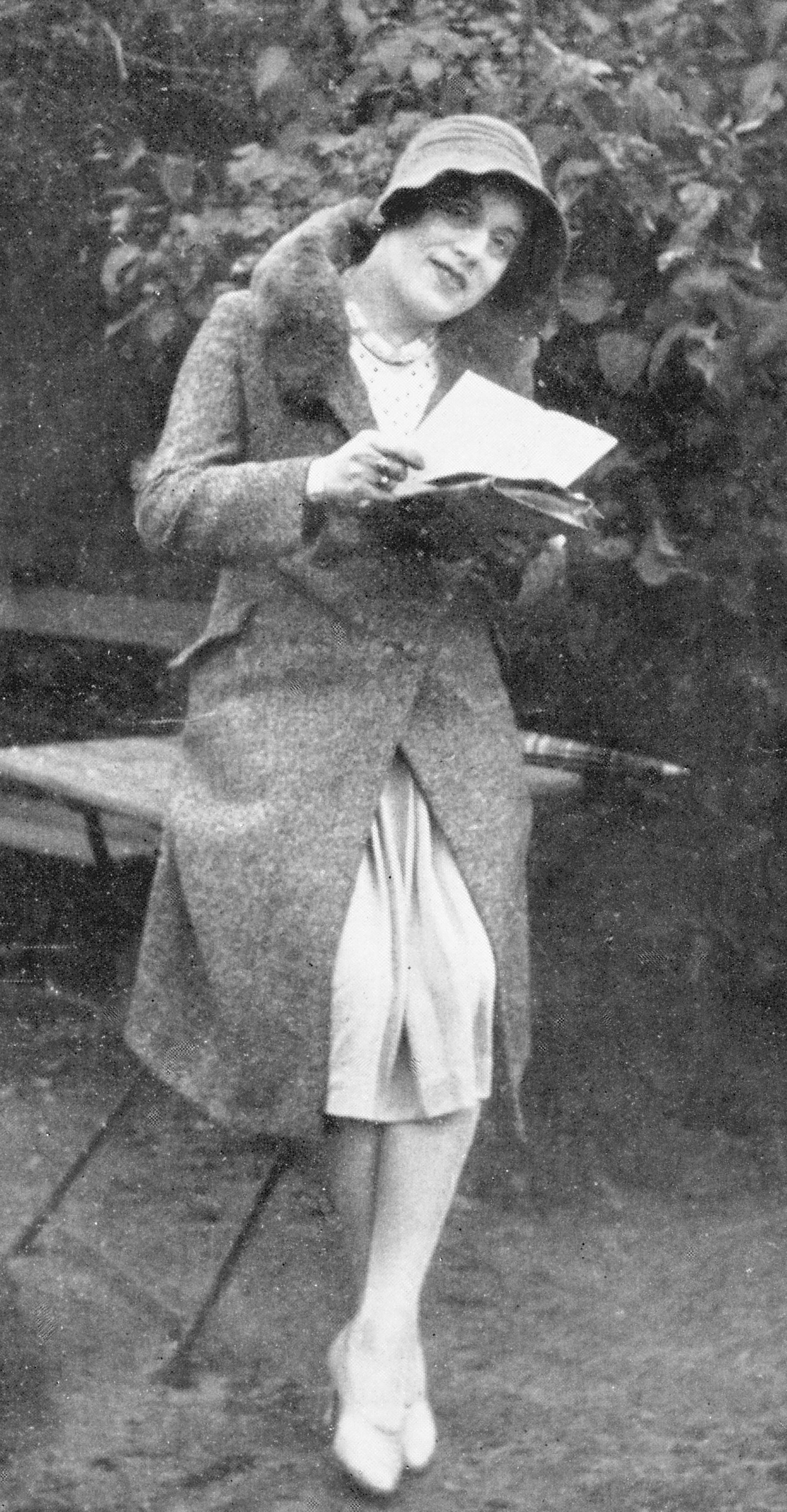
Lili Elbe, 1930.

Bien que l'homosexualité et le travestissement ne soient pas autorisés, le fait d’être transgenre n’avait aucune conséquence juridique officielle,. Parmi les personnes ayant obtenu un certificat pour travesti, peu de cas d'hommes trans ou de travestissement femme vers homme ont été signalés. Katharina T, l'un des seuls hommes transgenres documentés  de l'époque, a réussi le premier examen dans le cadre du processus d'approbation du certificat de travesti, mais s'est finalement vu refuser le droit de changer légalement de nom. Il était plus rare que les hommes transgenres reçoivent des certificats en raison de la société allemande de l'entre-deux-guerres qui les associait à la communauté homosexuelle. Les femmes transgenres ont reçu des certificats, mais ont également rencontré des difficultés pour changer de nom. Peu d'informations sont disponibles sur la vie personnelle des individus qui ont obtenu le certificat. Il y avait cependant des personnes transgenres célèbres, comme Lili Elbe, qui a réussi à obtenir un certificat et a pu changer de nom légalement. Néanmoins, le sort des personnes qui avaient reçu l'aide de Hirschfeld après 1933 a considérablement varié avec la montée du régime nazi. 